# 1997 OM
1997 OM är en asteroid i huvudbältet som upptäcktes 26 juli 1997 av den amerikanske astronomen George R. Viscome vid Rand-observatoriet.
Den tillhör asteroidgruppen Koronis.